# Cropalati
Cropalati község (comune) Olaszország Calabria régiójában, Cosenza megyében.

## Fekvése
A megye keleti részén fekszik. Határai: Calopezzati, Caloveto, Longobucco, Paludi és Rossano.

## Története
A települést valószínűleg a kora középkorban alapították a bizánciak. Erődítménye a 14. században épült meg. A 19. század elején vált önálló községgé, amikor a Nápolyi Királyságban felszámolták a feudalizmust.

## Népessége
A népesség számának alakulása:

## Főbb látnivalói
- Palazzo Spina
- Palazzo Capristo
- Sant’Antonio Abate-templom
- Santa Maira Assunta-templom
- Madonna del Rosario-templom
- Santa Maria ad Gruttam-apátság